# Microhyla rubra
Microhyla rubra là một loài ếch trong họ Microhylidae, nó là loài đặc hữu của Ấn Độ. Trước đó, Microhyla rubra được cho là cũng được cho là có tại Sri Lanka, những nghiên cứu mới cho thấy loài microhyla rubra tại Sri Lanka là một loài khác, đó là loài Microhyla mihintalei.